# Valentin Dinu
Valentin Dinu (n. 17 martie 1989, Ploiești) este un cântăreț român care s-a făcut remarcat la concursul Românii au talent, unde a ocupat poziția a treia.

## Biografie

### Copilăria șiRomânii au talent
Valentin Dinu s-a născut pe 17 martie 1989 în Ploiești, județul Prahova într-o familie de muzicieni cu cinci copii. Mama sa a urmat liceul de muzică din Ploiești la clasa vioară, iar tatăl său cântă la chitară și vocal. Dinu a copilărit ascultând muzica unor artiști precum Michael Jackson, Stevie Wonder, Al Jarreau sau Lionel Richie.
La vârsta de 19 ani s-a căsătorit și are un băiat pe nume Dragoș-Andrei. A renunțat la slujba de la depozit și s-a angajat la o spălătorie de mașini, primind un salariu mai mare și reușind astfel să își întrețină soția și copilul. S-a prezentat la preselecțiile primei ediții a emisiunii-concurs Românii au talent, difuzată în anul 2011, în speranța că va câștiga bani să își ajute familia și să își cumpere o casă.
La preselecții a interpretat piesa „Cât de frumoasă ești” a lui Mihai Trăistariu, trecând mai departe cu trei de „da”. În următoarea rundă a competiției a cântat piesa lui Michael Jackson „You Are Not Alone”, înaintând în finală pe prima poziție în funcție de numărul de voturi ale telespectatorilor. În finala competiției a interpretat piesa „End of the Road” a formației americane Boyz II Men, clasându-se pe poziția a treia cu 16,26% din voturi, în urma contratenorului Narcis Iustin Ianău și a rapperului Adrian Țuțu.
În 2020 și 2021 are noi single-uri și lucrează la un nou album.

## Dublaj
- Aladdin (trilogie) - regia John Musker, 2010 (rolul: Aladdin (cântece) - voce, versiunea în limba română)[7]

### Discuri single
- "Într-o zi" feat Anya (2014)[8]